# Сторожевое (Донецкая область)
Сторожевое (укр. Сторожеве) — село в Великоновосёлковской поселковой общине Волновахского района Донецкой области Украины.

## Общие сведения
Село расположено на левом берегу реки Мокри Ялы. Расстояние до центра общины составляет около 8 км, до райцентра  — 56 км  и проходит по автодороге местного значения. Площадь составляет 0.973 км. Протяженность границ села с севера на юг составляет 1 км 186 м, с запада на восток – 1 км 694 м
Население по переписи 2001 года составляло 96 человек. Из них 86,46% назвали украинский родным языком р 13,54% русским.
Почтовый индекс — 85550. Телефонный код — 6243.

## История
В 2020 году село вошло в состав Великоновоселковской поселковой общины. Согласно постановлению Верховной Рады Украины 17 июля 2020 «Об образовании и ликвидации районов» входит в Волновахский район; до этого населенный пункт был в составе Великоновоселковского района.

### Вторжение России на Украину
Было оккупировано ВС РФ через месяц после начала вторжения, в марте 2022.
Освобождено ВСУ в ходе контрнаступления в июне 2023. По сообщениям украинских военных на местах, было убито около 50 солдат РФ, четверо взято в плен.
23 декабря 2024 года в ходе боёв за Великую Новосёлку село было повторно оккупировано ВС РФ.